# أوترادنوي (مقاطعة لينينغراد)
اوترادنوي، لينينغراد أوبلاست (الروسية: Отрадное) هي إحدى مدن روسيا في الكيان الفدرالي الروسي لينينغراد أوبلاست.